# Dynamite Dan
Dynamite Dan er en amerikansk stumfilm fra 1924 af Bruce M. Mitchell.

## Medvirkende
- Kenneth MacDonald som Dan McLeod
- Frank Rice
- Boris Karloff som Tony Garcia
- Eddie Harris som Sherlock Jones
- Diana Alden som Helen Havens
- Harry Woods som Brute Lacy
- Jack Richardson som Spike Moran
- Emily Gerdes som Toodles
- Jack Waltemeyer som Tim O'Rourke